# Quincy (Kalifornia)
Quincy statisztikai település az Amerikai Egyesült Államok Kalifornia államában, Plumas megyében, melynek megyeszékhelye is. Lakosainak száma 1630 fő (2020. április 1.).

## Népesség
A település népességének változása:

| 2010 | 1 728 |
| 2020 | 1 630 |